# Nassarius emilyae
Nassarius emilyae is een slakkensoort uit de familie van de fuikhorens (Nassariidae). De wetenschappelijke naam van de soort werd in 1994 voor het eerst geldig gepubliceerd door Robert Moolenbeek en Henk Dekker.